# 水戶鐵道 (1901年—1927年)
水户铁道 （日语：／ Mito Tetsudō */?）是日本一家曾存在於1901年至1927年之間的私營鐵路公司，建设并运营了目前東日本旅客鐵道（JR东日本）水郡線的一部分。
本条目的水户铁道与1887年至1892年间存在，运营现在水戶線和常磐線一部分的第一代水户铁道没有任何关系；此外，本条目内容包括水户铁道前身太田铁道。

## 历史
水戶鐵道运营的路线于1897年开业，当时由太田铁道运营，后来太田铁道经营不善，1901年债权人十五銀行成立水户铁道承接太田铁道业务。1927年水戶鐵道被鐵道省收归国有，成為水郡線的一部分。

### 太田铁道
茨城县水户市 - 久慈郡太田町 (现·常陸太田市)间的铁路构想始于1887年（明治20年），当时茨城县北部的有志者在太田町集会，讨论铺设馬車鐵路的计划。随后，他们开始调查铺设费用以及货物和乘客的数量。另一方面，1889年，他们向已经开通水户 - 小山间铁路的第一代水户铁道询问是否有意向将铁路延伸至太田町。在得知对方无此意愿后，他们于1890年召开发起人大会，决议在水户 - 太田间铺设马车铁路。根据测量技师磯长得三的调查，得出工程可行的结论，随后他们编写了铺设计划书，并于1891年向有关当局提交了必要的文件。公司名称定为“常北马车铁道”。
1892年7月18日，获得了马车铁路铺设的特许状后，常北马车铁道在太田町召开了会议，讨论施工的事宜。然而，部分股东在会议上提出了一项动议，即将马车铁路改为轻便铁路。于是，常北马车铁道再次委托磯长得三进行调查，在得到可以改为轻便铁路的答复后，常北马车铁道将公司改组为太田鐵道，资本金为16万日元，并在11月向当局申请将铁路改为轨距762毫米的轻便铁路。1893年4月8日，太田铁道获得了临时许可证。12月24日，获得正式许可证；1894年7月，太田铁道任命磯长得三为技师长，开始水户至久慈川之间的铁路施工。
水户至久慈川之间的工程虽然在1894年12月底完成，但却遇上了因甲午战争带来的冲击。经济方面，由于经济萧条，导致资金筹措困难；工程方面，除了跨越久慈川桥梁工程的难度外，技师被征召入伍，无法找到替代人选，以及此与村民进行工程交涉，都影响后续工程的进行。同时公司内部摩擦，导致公司的业务陷入停滞，反对派通过拖延股金缴纳和妨碍土地收购等手段制造问题。在1895年12月的临时股东大会上，由于需与日本鐵道进行联络，决定将轨距改为1067毫米的普通铁路，并将资本金增至34万日元。尽管在1896年4月获得了普通铁路的建设批准，但由于资金筹措困难，工程未能顺利进行，公司经营陷入困境。最终，1896年12月，董事会全体成员辞职，以承担经营不善的责任。
1897年3月，太田铁道临时股东大会决定为解决建设资金短缺及偿还现有借款，从十五银行借入20万日元，并对未缴纳股金的股东取消其权利。6月，久能木宇兵卫接任社長职务后将资本金增加至68万日元，并为继续推进工程而四处筹措资金。在多次借款之后，终于在11月16日实现了水户至久慈川间的开业。然而，由于久慈川的桥梁 工程尚未完成，终点站暂时设在久慈川岸的额田村，通往太田町的部分只能通过马车连接，造成了极大的不便，乘客数量远低于预期，营业收入也未达预期。
为了推进久慈川至太田间的工程，1899年（明治32年）2月，太田铁道再次从银行借入5万日元，并委托原日本铁道建筑课长長谷川謹介监督工程。最终，久慈川铁路桥于同年4月1日完工，久慈川至太田段正式开通。然而，之后公司经营业绩仍未见好转。8月，久能木社长及其全体董事会成员辞职，导致公司内部陷入混乱。1900年6月的决算显示公司出现了超过5万3千日元的亏损。建设资金总额为58万9479日元，而资本金虽为68万日元，但实际缴纳的金额仅有35万7910日元，公司还背负了25万日元的借款，利息支付也开始滞后。这种情况下，部分股东提出了出售铁路的意见。
为解决问题，太田铁道召开了临时股东大会，计划提交铁路出售的议案。然而，反对派股东向法院申请了临时处分，成功阻止了大会的召开。尽管如此，7月，主张出售铁路的股东们再次召开临时股东大会，并决议将所有业务出售给债权人十五銀行成立的水户铁路。8月，公司计划召开临时股东大会，但再一次遭到反对派股东的阻挠，由于内部纷争未能平息，公司被迫暂停铁路运营。10月，公司再次召开临时股东大会，试图通过全面更换董事会成员，再次讨论铁路转让及公司自愿解散的事宜。但反对派再次上诉，最终在东京控诉院的命令下，公司被迫中止股东大会，内讧仍然未能得到解决。
之后在法院的和解建议、贷款银行的干预，以及政界有力人士的建议下，反对派立场有所软化。1901年4月的临时股东大会上，太田铁道决定以28万日元的价格将全部业务转让给水户铁道。同年10月21日，太田铁道正式将其所有业务转让给水户铁道，水户铁道开始运营，太田铁道宣告解散。

### 水戶鐵道
水户铁道接管后，运营主要依赖于每天微薄的运费收入，公司在财务和运营方面依然处于非常艰难的境地。之后十五銀行将水户铁道卖给安田财阀。1910年随着《轻便铁道法》的颁布，水户铁道于1911年2月被指定为轻便铁道。当时，鐵道院计划修建一条从胜田 (现·常陸那珂市)到那珂郡大宮町 (现·常陸大宮市)的轻便线路，这对水户铁道的经营构成了严重威胁。为了应对这一挑战，水户铁道在1915年（大正4年）12月21日申请了从上菅谷到大宫的线路，并于1916年3月获得了铁路许可证。1918年6月上菅谷至瓜连段开通，瓜连至常陆大宫段则于10月开通。这条新建的线路成为了水户通往福岛县郡山地区的重要交通路线，货运和客运量随之增加，使得水户铁道的经营状况得到了显著改善。
尽管水户铁道成功地阻止了胜田至大宫之间轻便线的建设计划，但在众议院茨城县议员、政友會成员根本正积极游说下，成功在1919年将大宫至郡山之间的轻便铁路（大郡线）列入政府预算。这使得大郡线的建设得以迅速展开，并最终在1922年12月10日实现了大郡线常陆大宫至山方宿段的开通运营。1927年（昭和2年）12月1日水户铁道被以「确保与国有铁道既有線的通畅联络」的理由正式收归国有，铁路线与大郡线合并，改名为水郡線。

## 車站一覧
車站资料来自鐵道省鐵道停車場一覧，距离英里以记录，此处转换为公里；全线都在茨城县境内，所在地为1927年时的行政区划和名称。

### 水户 - 太田間
| 名称   | 站間距離 （公里） | 水戶起始距離 （公里） | 設置日         | 所在地 | 所在地 | 備註          |
| ------ | ----------------- | --------------------- | -------------- | ------ | ------ | ------------- |
| 水戶   | 0.0               | 0.0                   | 1897年11月16日 | 水戶市 | 水戶市 |               |
| 青柳   | 1.9               | 1.9                   | 1897年11月16日 | 那珂郡 | 川田村 | 现·常陸青柳站 |
| 下菅谷 | 6.0               | 7.9                   | 1897年11月16日 | 那珂郡 | 菅谷村 |               |
| 上菅谷 | 2.3               | 10.1                  | 1897年11月16日 | 那珂郡 | 菅谷村 |               |
| 額田   | 3.5               | 13.7                  | 1897年11月16日 | 那珂郡 | 額田村 |               |
| 河合   | 3.1               | 16.7                  | 1899年9月7日   | 久慈郡 | 幸久村 |               |
| 太田   | 2.7               | 19.5                  | 1899年4月1日   | 久慈郡 | 太田町 | 现·常陸太田站 |

废站
- 清水原：青柳 - 下菅谷间，1912年10月11日设站，1916年11月1日废站。[17]
- 久慈川：額田 - 河合间，1897年11月16日设站，1899年4月17日废站，[18]货运业务持续到同年5月10日。[17]

### 上菅谷 - 大宫間
| 名称     | 站間距離 （公里） | 水戶起始距離 （公里） | 設置日         | 所在地 | 所在地 |
| -------- | ----------------- | --------------------- | -------------- | ------ | ------ |
| 上菅谷   | 2.3               | 10.1                  | 1897年11月16日 | 那珂郡 | 菅谷村 |
| 常陸鴻巢 | 3.4               | 13.5                  | 1918年6月12日  | 那珂郡 | 芳野村 |
| 瓜連     | 3.2               | 16.7                  | 1918年6月12日  | 那珂郡 | 瓜連村 |
| 静       | 1.4               | 18.2                  | 1919年2月1日   | 那珂郡 | 静村   |
| 常陸大宮 | 5.3               | 23.5                  | 1918年10月23日 | 那珂郡 | 大宮町 |

## 运输收益

### 太田铁道
| 年度 | 輸送人員（人） | 貨物量（公噸） | 营业收入（日圓） | 营业成本（日圓） | 营业利潤（日圓） |
| ---- | -------------- | -------------- | ---------------- | ---------------- | ---------------- |
| 1897 | 24,687         | 1,913          | 5,349            | 3,167            | 2,182            |
| 1898 | 176,635        | 11,025         | 25,716           | 25,521           | 195              |
| 1899 | 213,418        | 14,208         | 34,294           | 33,859           | 435              |
| 1900 | 246,757        | 19,119         | 41,304           | 36,938           | 4,366            |
| 1901 | 223,424        | 20,211         | 42,696           | 34,457           | 8,239            |

### 水戶鐵道
| 年度 | 輸送人員（人） | 貨物量（公噸） | 营业收入（日圓） | 营业成本（日圓） | 营业利潤（日圓） |
| ---- | -------------- | -------------- | ---------------- | ---------------- | ---------------- |
| 1902 | 215,740        | 24,829         | 45,059           | 30,016           | 15,043           |
| 1903 | 191,239        | 30,970         | 47,336           | 28,177           | 19,159           |
| 1904 | 169,897        | 32,512         | 45,357           | 29,724           | 15,633           |
| 1905 | 160,327        | 35,054         | 47,086           | 34,241           | 12,845           |
| 1906 | 167,197        | 40,901         | 53,757           | 35,283           | 18,474           |
| 1907 | 190,780        | 47,254         | 59,774           | 32,433           | 27,341           |
| 1908 | 208,996        | 44,455         | 60,940           | 35,472           | 25,468           |
| 1909 | 214,109        | 39,511         | 62,231           | 35,277           | 26,954           |
| 1910 | 211,159        | 37,176         | 59,699           | 31,419           | 28,280           |
| 1911 | 228,156        | 44,991         | 67,044           | 34,335           | 32,709           |
| 1912 | 229,064        | 49,697         | 71,554           | 38,041           | 33,513           |
| 1913 | 250,509        | 54,810         | 78,241           | 39,698           | 38,543           |
| 1914 | 254,592        | 47,674         | 76,551           | 41,623           | 34,928           |
| 1915 | 254,254        | 46,161         | 76,470           | 42,305           | 34,165           |
| 1916 | 269,841        | 52,612         | 81,087           | 44,886           | 36,201           |
| 1917 | 305,611        | 62,771         | 87,420           | 58,596           | 28,824           |
| 1918 | 400,562        | 78,125         | 128,998          | 99,339           | 29,659           |
| 1919 | 576,322        | 106,137        | 203,923          | 163,016          | 40,907           |
| 1920 | 627,890        | 90,231         | 257,535          | 221,341          | 36,194           |
| 1921 | 609,979        | 90,016         | 305,544          | 208,725          | 96,819           |
| 1922 | 630,764        | 98,008         | 337,361          | 207,079          | 130,282          |
| 1923 | 710,864        | 117,830        | 373,871          | 221,954          | 151,917          |
| 1924 | 696,375        | 129,469        | 394,213          | 214,045          | 180,168          |
| 1925 | 704,553        | 118,241        | 392,439          | 216,777          | 175,662          |
| 1926 | 678,773        | 130,339        | 397,272          | 221,106          | 176,166          |
| 1927 | 585,218        | 123,343        | 395,043          | 211,824          | 183,219          |